# Tramwaje w Staßfurcie
Tramwaje w Staßfurcie – zlikwidowany system tramwajowy w niemieckim mieście Staßfurt, działający w latach 1900–1957.

## Historia
Pojedynczą linię tramwajową uruchomiono w kwietniu 1900 roku, początkowo na odcinku Hecklingen - Schacht Achenbach, wydłużonym w lipcu tego samego roku do Löderburg.
Po wypadku do którego doszło w 1957 roku, zadecydowano o zlikwidowaniu systemu, również ze względu na fatalny stan torowisk. Ostatni przejazd odbył się 31 grudnia.

## Tabor
W Staßfurcie obsługiwano przede wszystkim dwuosiowe wagony Herbrand, które zezłomowano po likwidacji systemu. W 1954 dostarczono pojedynczą sztukę wagonu LOWA ET54, który po likwidacji trafił kolejno do Magdeburga, Gery i Naumburga, skąd w 2010 zwrócono go do Staßfurtu. Obecnie pełni rolę pomnika.